# Kameanka-Buzka
Kameanka-Buzka (în ucraineană Кам'янка-Бузька, în poloneză Kamionka Bużańska) este orașul raional de reședință al raionului Kameanka-Buzka din regiunea Liov, Ucraina. În afara localității principale, mai cuprinde și satele Tadan și Zabujjea.

## Demografie
Componența lingvistică a orașului Kameanka-Buzka
     Ucraineană (96,3%)
     Rusă (3,26%)
     Alte limbi (0,17%)
Conform recensământului din 2001, majoritatea populației orașului Kameanka-Buzka era vorbitoare de ucraineană (96,3%), existând în minoritate și vorbitori de rusă (3,26%).

## Istorie
Regatul Poloniei 1411–1569

 Uniunea statală polono-lituaniană 1569–1772

 Imperiul Habsburgic 1772–1804

 Imperiul Austriac 1804–1867

 Austro-Ungaria 1867–1918

 Republica Populară a Ucrainei Occidentale 1918–1919

 Republica Polonă 1919–1939

 Uniunea Sovietică (ocupația) 1939–1941

 Imperiul German (ocupația) 1941–1944

 Uniunea Sovietică (ocupația) 1944–1945

 Uniunea Sovietică 1945–1991

 Ucraina 1991–prezent 

## Galerie de imagini

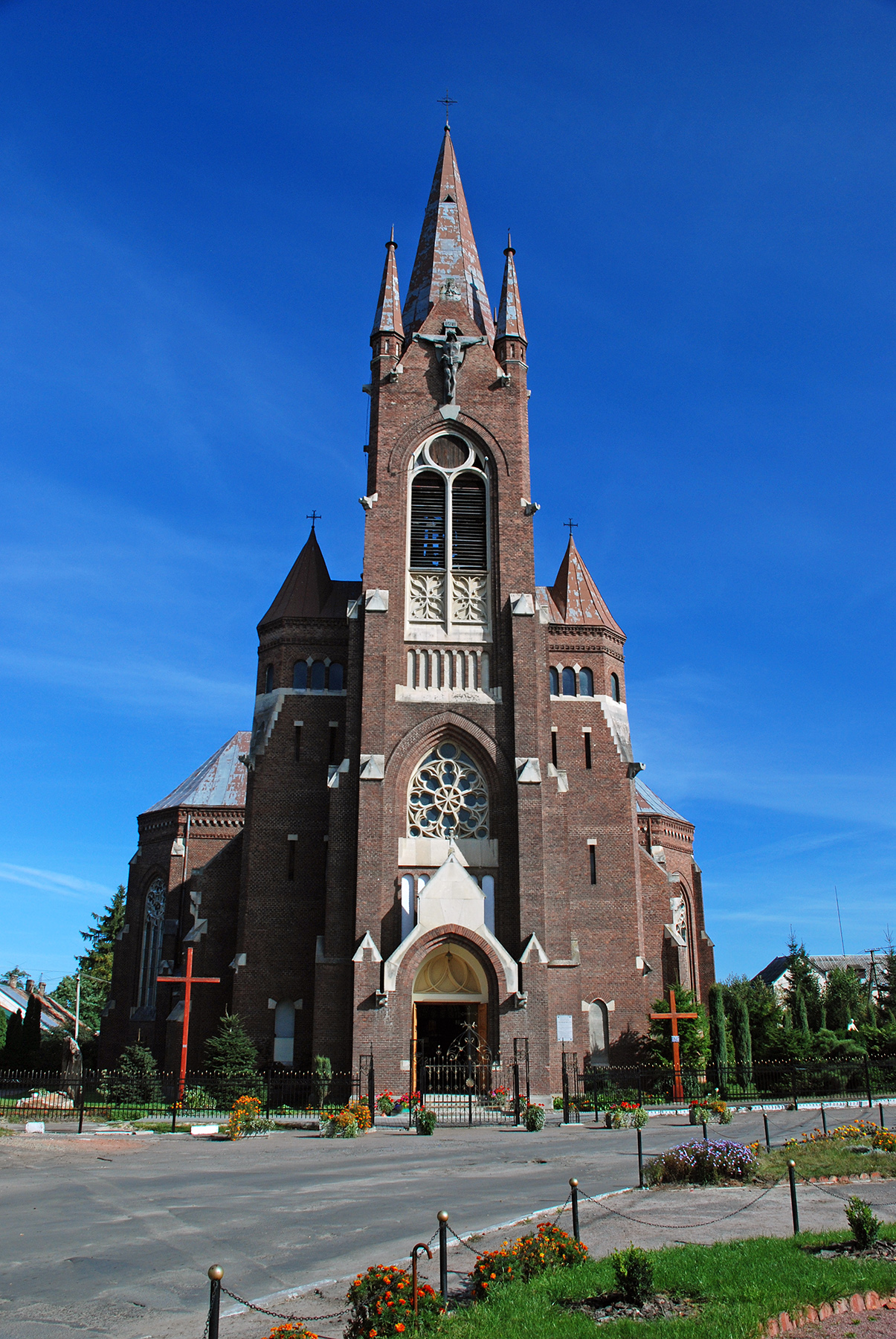
Biserica Catolică
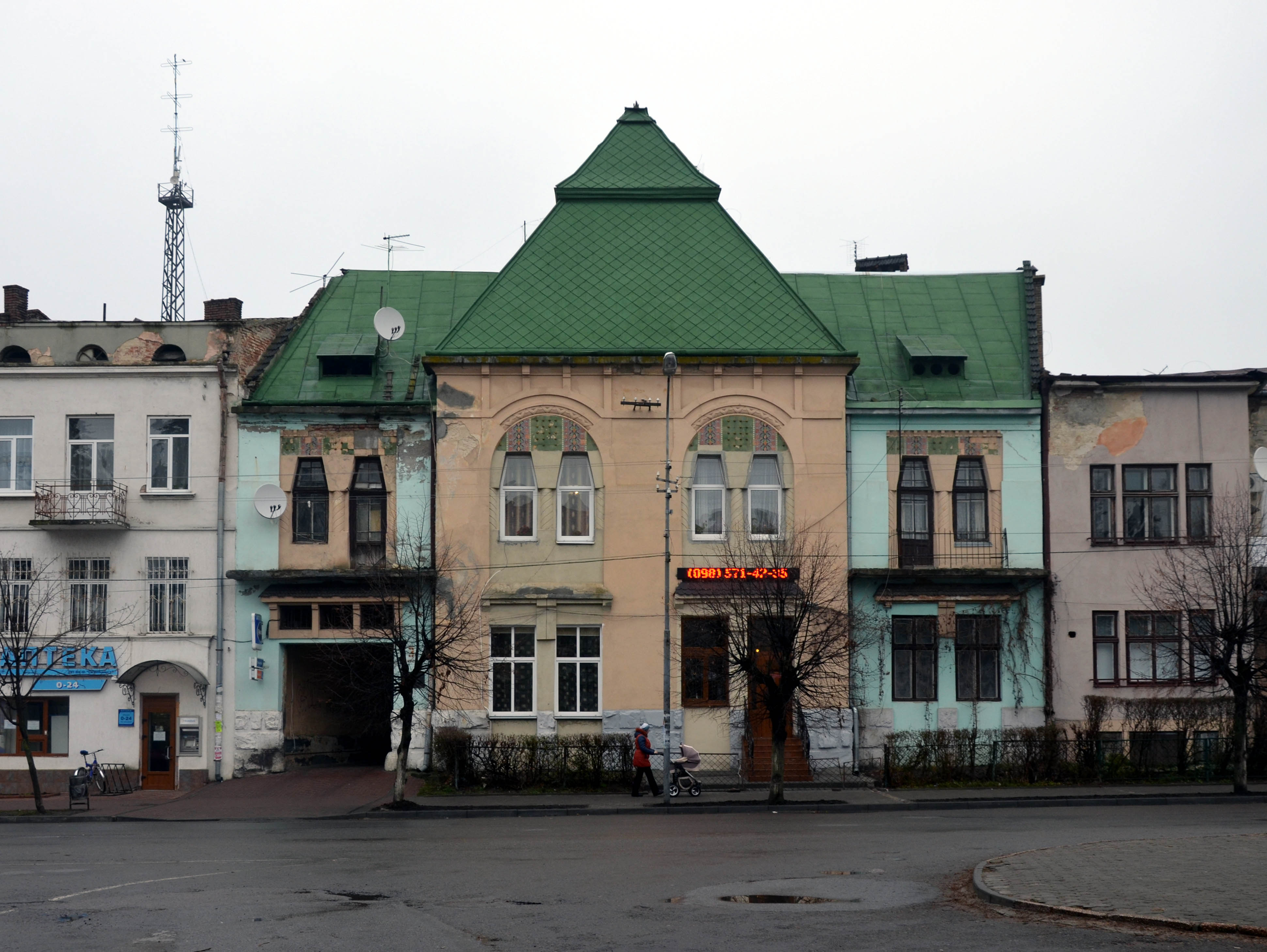
Casa Poporului ucraineana
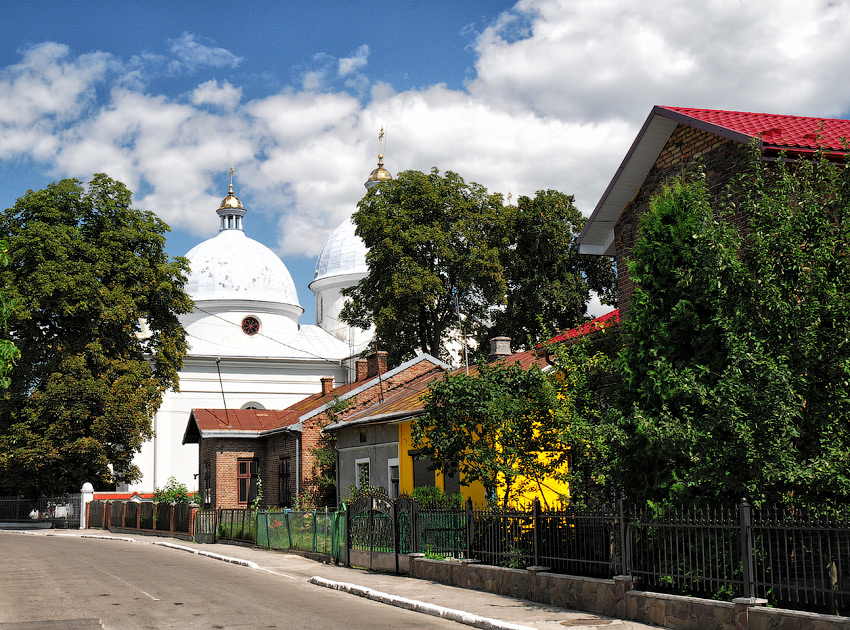
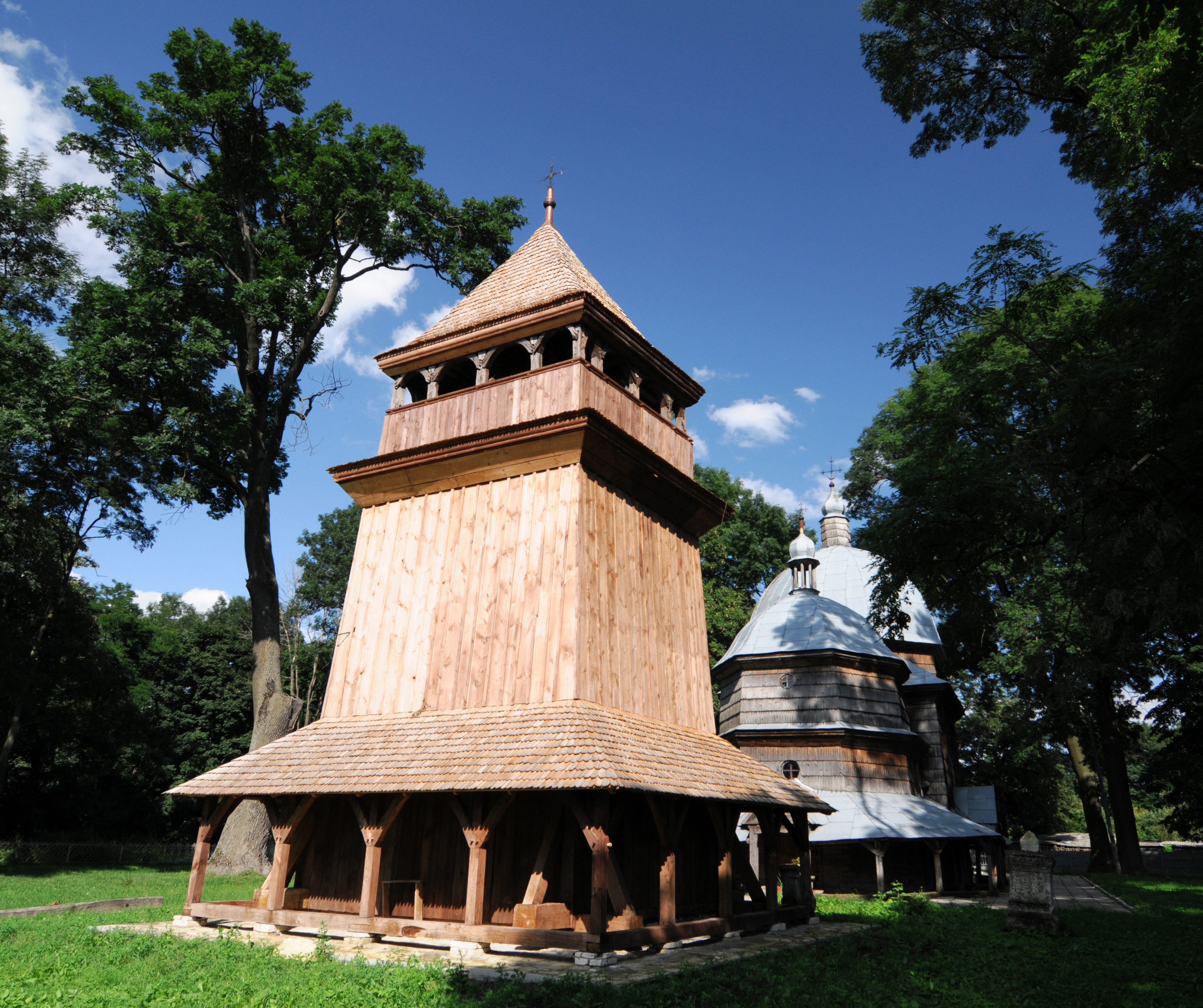
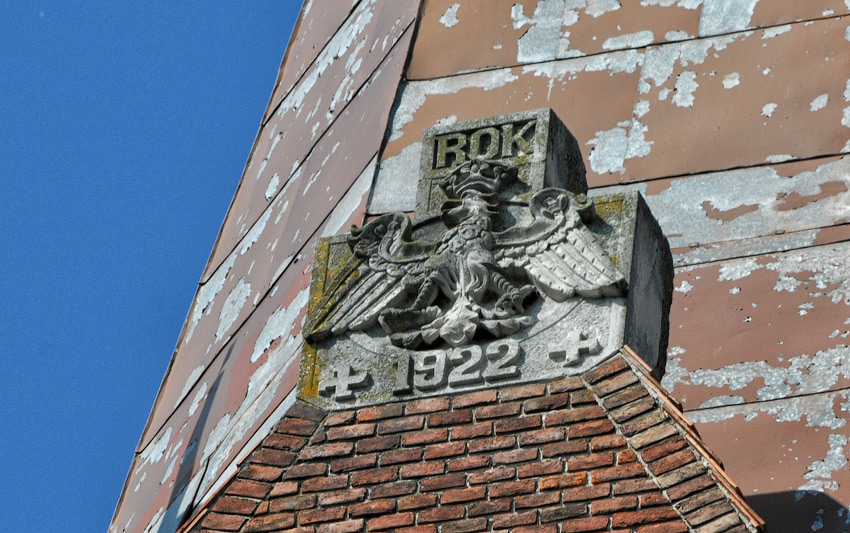
Stema Poloniei